# 141 (число)
141 (сто сорок один) — натуральное число, расположенное между числами 140 и 142. Оно не является простым числом, а относительно последовательности простых чисел расположено между 139 и 149.

## В математике
- 141 — является нечётным составным трёхзначным числом.
- Сумма цифр этого числа — 6
- Произведение цифр этого числа — 4
- Квадрат числа 141 — 19881
- 46-е полупростое число[2]

## В других областях
- 141 год.
- 141 год до н. э.
- К-141 «Курск» — атомная подводная лодка.
- NGC 141 — галактика в созвездии Рыбы.
- 141 год по Исламскому календарю, соответствует 759 году по Григорианскому календарю.
- 141 сонет Уильям Шекспир
- 141 день в году — 21 мая (в високосный год — 20 мая)